# 聯合保守黨
聯合保守黨（英語：United Conservative Party）是加拿大亞伯達省的一個右翼政黨，於2017年7月由亞伯達進步保守黨和野玫瑰黨合併而成。該黨在亞伯達省議會控制48個議席，现为多數执政党。

## 歷史

### 進步保守黨執政、野玫瑰黨崛起
亞伯達進步保守黨自1971年起連續在該省執政，到了21世紀初該黨內外皆有呼聲認為亞省政壇應有所變革。2007年6月，一群認為固有省級政黨無法控制省政府開支或在聯邦層面捍衛亞省利益的省民在紅鹿市結集並成立亞伯達野玫瑰黨（Wildrose Party of Alberta）。該黨於2008年1月與亞伯達聯盟黨（Alberta Alliance Party）合併成亞伯達野玫瑰聯盟黨（Wildrose Alliance Party of Alberta），當時該黨在省議會只有一席，亦即黨魁（及前亞伯達聯盟黨黨員）軒文的議席。
野玫瑰聯盟黨於2008年3月舉行的省選表現欠佳，軒文在自己的選區落敗未能連任。他於2009年4月宣布辭任黨魁，但於同年9月在另一選區議席補選中勝出而重返省議會；戴思敏則於同年10月當選黨魁。
野玫瑰黨在戴思敏領導下陸續壯大，先於2010年1月獲兩名進步保守黨省議員倒戈支持，到了同年6月原屬進步保守黨但被逐出該黨黨團的省議員布蒂利埃（Guy Boutilier）亦加入野玫瑰黨，該黨遂在省議會内控制四個議席，從而達致省議會正式政黨的門檻。2012年省選前進行的一系列民意調查顯示野玫瑰黨支持度大於進步保守黨，但進步保守黨最終保著執政地位。野玫瑰黨只贏取省議會87席中的17席，但已是該黨成立以來的最佳成績，並首度成為省議會的官方反對黨。

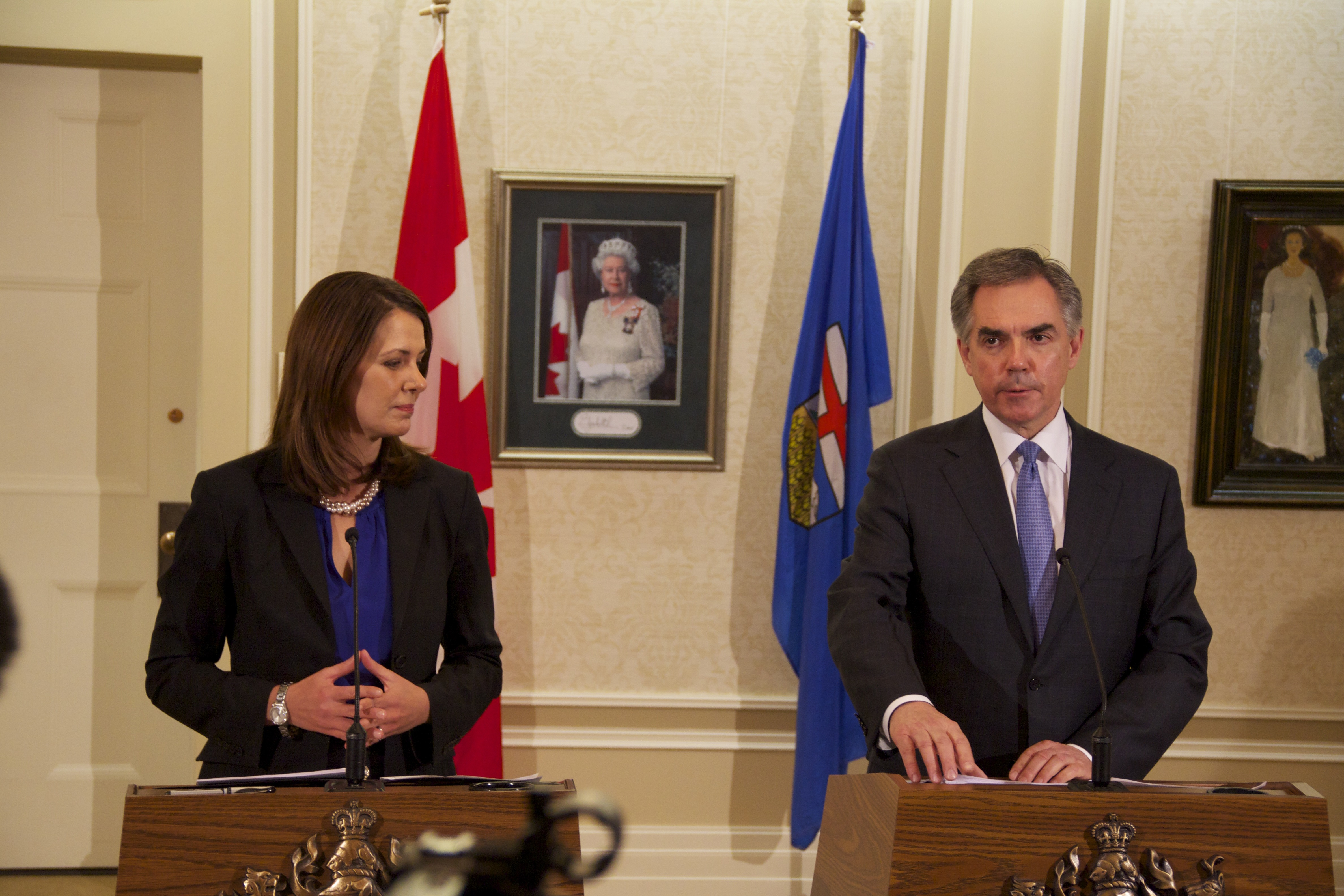
在彭迪思見證下，野玫瑰黨黨魁戴思敏於2014年12月宣佈她本人與另外八名野玫瑰黨省議員轉投進步保守黨

有感野玫瑰黨的威脅，彭迪思於2014年當選進步保守黨黨魁後拉攏野玫瑰黨省議員的支持，先於2014年11月獲兩名野玫瑰黨省議員轉投進步保守黨。同年12月，戴思敏宣佈她本人與野玫瑰黨另外八名省議員亦轉投進步保守黨，進步保守黨遂佔省議會87個議席中的70席。進步保守黨的執政優勢雖獲進一步鞏固，但在亞省經濟不景加上選民求變等因素影響下，該黨在2015年省選大敗，只贏取省議會中10個議席，其44年執政歷史遂告結束。在黨魁吉恩的領導下，野玫瑰黨議席總數從選前的5席增至21席，繼續擔當省議會官方反對黨。

### 邁向合併
左翼的亞伯達新民主黨於2015年省選後上台執政，大為震動該省的右翼政客，如何團結亞省右翼票源以抗衡新民主黨亦成為該省政壇的一大議題。聯邦保守黨籍的卡加利密拿坡選區國會議員康尼於2016年7月宣布參選亞伯達進步保守黨黨魁，以填補彭迪思辭職後所遺下的空缺，並以結合進步保守黨和野玫瑰黨為其主要目標。野玫瑰黨黨魁吉恩曾於2016年末兩度公開反對兩黨合併，但當時已有野玫瑰黨籍省議員表示支持兩黨結合。
康尼於2017年3月當選進步保守黨黨魁，兩黨在往後數星期就合併事宜磋商，並於同年5月中公布達成兩黨合併的臨時協議。兩黨黨員於同年7月22日就合併事宜投票：24598名參與投票的野玫瑰黨黨員中有23466人（95.4%）支持合併，而27060名參與投票的進步保守黨黨員中則有25692人（94.9%）支持合併。兩黨遂告解散，並由新成立的聯合保守黨取代。兩黨黨團於同年7月24日在省府愛民頓開會並選出庫珀（Nathan Cooper）為署理黨魁，省議會於翌日確認聯合保守黨為官方反對黨，而聯合保守黨則於7月末向亞伯達選舉局登記為正式政黨。黨魁選舉結果於同年10月28日公布，康尼在首輪投票以61.1%得票率擊敗吉恩和斯威瑟（Doug Schweitzer），當選聯合保守黨首任黨魁。

### 执政
2019年4月16日，联合保守党在省议会选举中取得63个席位，成为执政党。

#### 康尼下台
聯合保守黨黨魁康尼在2022年5月18日的聯合保守黨黨魁審查投票中以51.4%的微弱多數通過了審查，儘管如此，康尼還是選擇宣布辭去亞伯塔省省長和聯合保守黨黨魁職務。康尼下台觸發了新一屆聯合保守黨黨魁選舉，其中戴思敏 （Danielle Smith）和吉恩（Brian Jean）為大熱人選，但其後托斯（Travis Toews）超越吉恩成為第二名大熱。2022年10月6日戴思敏在六輪投票後擊敗托斯當選成為新任聯合保守黨黨魁和候任亞伯塔省省長。

#### 繼續执政
2023年5月29日，戴思敏領導下的联合保守党在省议会选举中取得49个席位，儘管席位數有所減少但仍繼續組建多數政府。

## 外部連結
- （英文）聯合保守黨官方網站
- （英文）亞伯達進步保守黨和野玫瑰黨合併原則協議